# Quercus macranthera
Quercus macranthera ( Stejar caucazian ; Stejar de Caucaz ; Stejar persan ) este o specie de stejar originară din nordul Iranului și zona Caucazului în Georgia, Armenia și Azerbaijan cultivată în scopuri ornamentale în diferite zone ale Europei. 

## Morfologie
Este o specie alohtonă cu dimensiuni variate de la 20 până la 30 de metri.  
Scoarța formează un ritidom cenușiu- închis , cu plăci neregulate și margini răsfrânte, friabile.  
Coroana arborelui este larg obovoidală cel mai adesea cu numeroase ramuri ascendente.  
Lujerii sunt viguroși, de culoare măslinie acoperiți de un toment maroniu-gălbui. Mugurii sunt alterni, de cca. 5-6 mm., ovoid-obtuzi, tomentoși, înconjurați de stipele păroase și persistente, lungi de până la 1,5 cm. 
Frunzele sunt penat-fidate,  ovate sau obovate, cu vârful rotund și baza cuneată, de 10-20 cm. lungime și 7-13cm. lățime, cu 8-12 perechi de lobi mucronați la vârf ; lobii atingând lățimea maximă în jumătatea laminei și descrescând către vârf. Sunt verzi închis, coriacee, glabre sau fin pubescente pe față și dens pubescente sau tomentoase pe dos ; pețiolul frunzei de 1-1,5 cm. tomentos.  
Specie unisexuat monoică cu florile  mascule în amenți pendenți, pubescenți cu antere mari de 5-8 cm. lungime de unde și denumirea speciei ; cele femele câte 1-5, sesile sau foarte scurt pedicelate.  
Ghindele sunt lungi de 2,5 cm., ovoid-elipsoidale, închise 1/2 - 1/3 într-o cupă cu solzi lanceolați, cenușiu-pubescenți, cei de la bază alipiți. Maturația ghindelor este anuală.

## Areal
Este o specie alohtonă originară din Caucaz, Iran, Armenia unde formează arborete în regiunea montană între 800 și 2400 m. altitudine, pe versanții însoriți. Această specie a fost introdusă  și în diferite țări din Europa cu scop ornamental. În România există doar câteva exemplare cultivate la Brașov, la Roman și Turda. 

## Ecologie
Este o specie termofilă și xerofită adaptată condițiilor climatice aride din zona de origine ce suportă bine seceta și uscăciunea. Specia rezistă la ger fiind adaptată condițiilor montane. Dispune de capacitatea de a vegeta pe soluri compacte, superficiale, cu regim de umiditate variabil. De remarcat este că se poate dezvolta și menține satisfăcător și pe soluri cu un procentaj mare de CaCo3. Temperamentul este de lumină. 

## Utilizări
Lemnul s-a remarcat a fi rezistent însă dur și greu de prelucrat datorită conformației defectuoase a tulpinii . În Rusia a fost folosit în lucrări de hibridare cu alte specii de stejar, realizându-se hibrizi mai repede crescători și mai rezistenți la secetă, cum ar fi : Quercus X timirjasevii ( Q.macranthera X Q.macrocarpa ) și Qercus X wissotzky ( Q.macranthera X Q.robur ). Aceste încercări s-au efectuat și în România însă nu au dat rezultate satisfăcătoare . 

## Subspecii
Quercus macranthera subsp.syspirensis ( K.Koch.)Menitsky 1972
Subspecia se găsește în partea centrală și de nord a Turciei și în Liban, și este diferită de specia tipică prin faptul că are o înălțime mai mică ( 7-10 m. ), dimensiunea frunzelor este mai mică ( 8-10 cm. lungime și 5-9 cm. lățime ) cu 5-9 perechi de lobi scurți, iar stipelele sunt persistente numai pe mugurele terminal. 

## Galerie

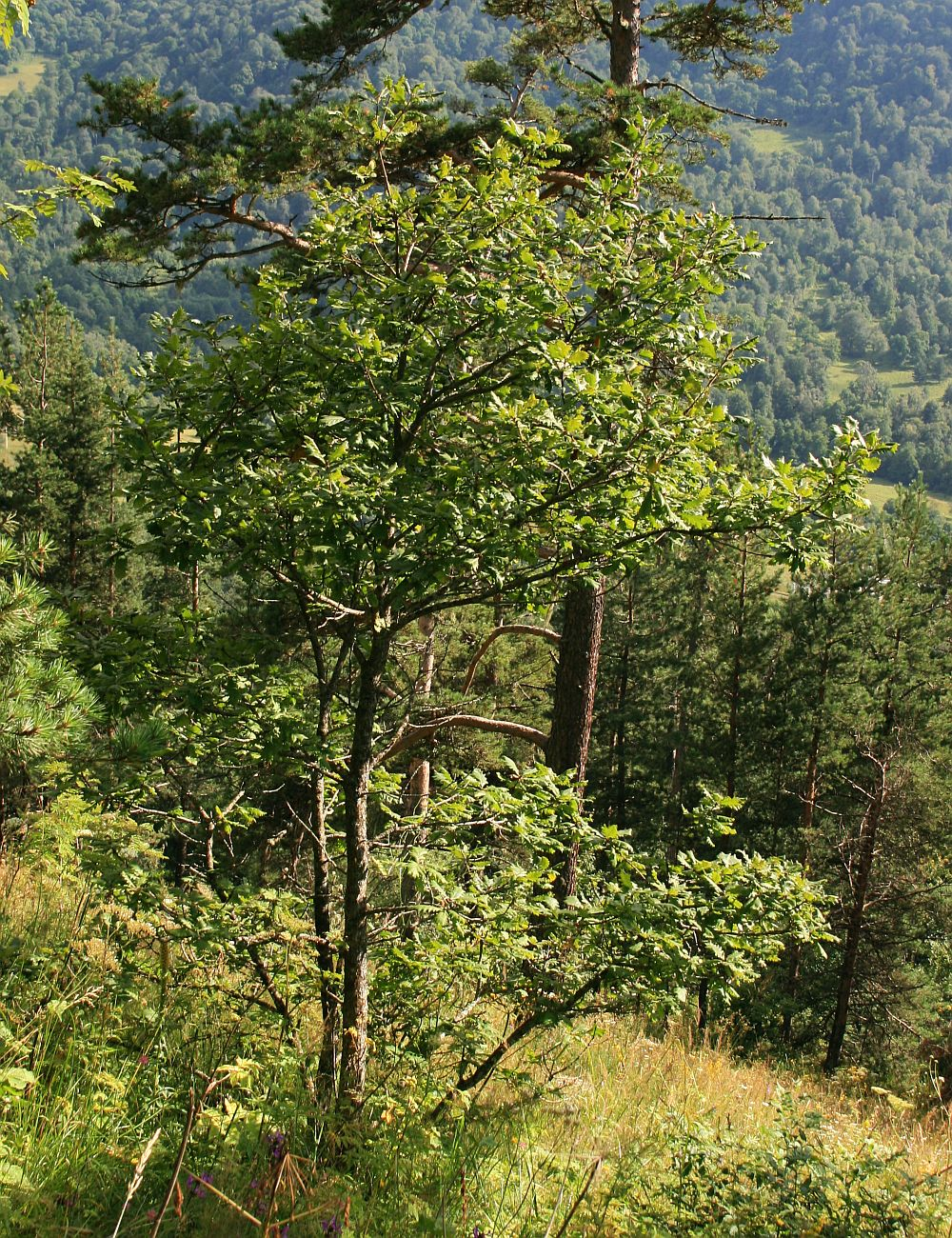
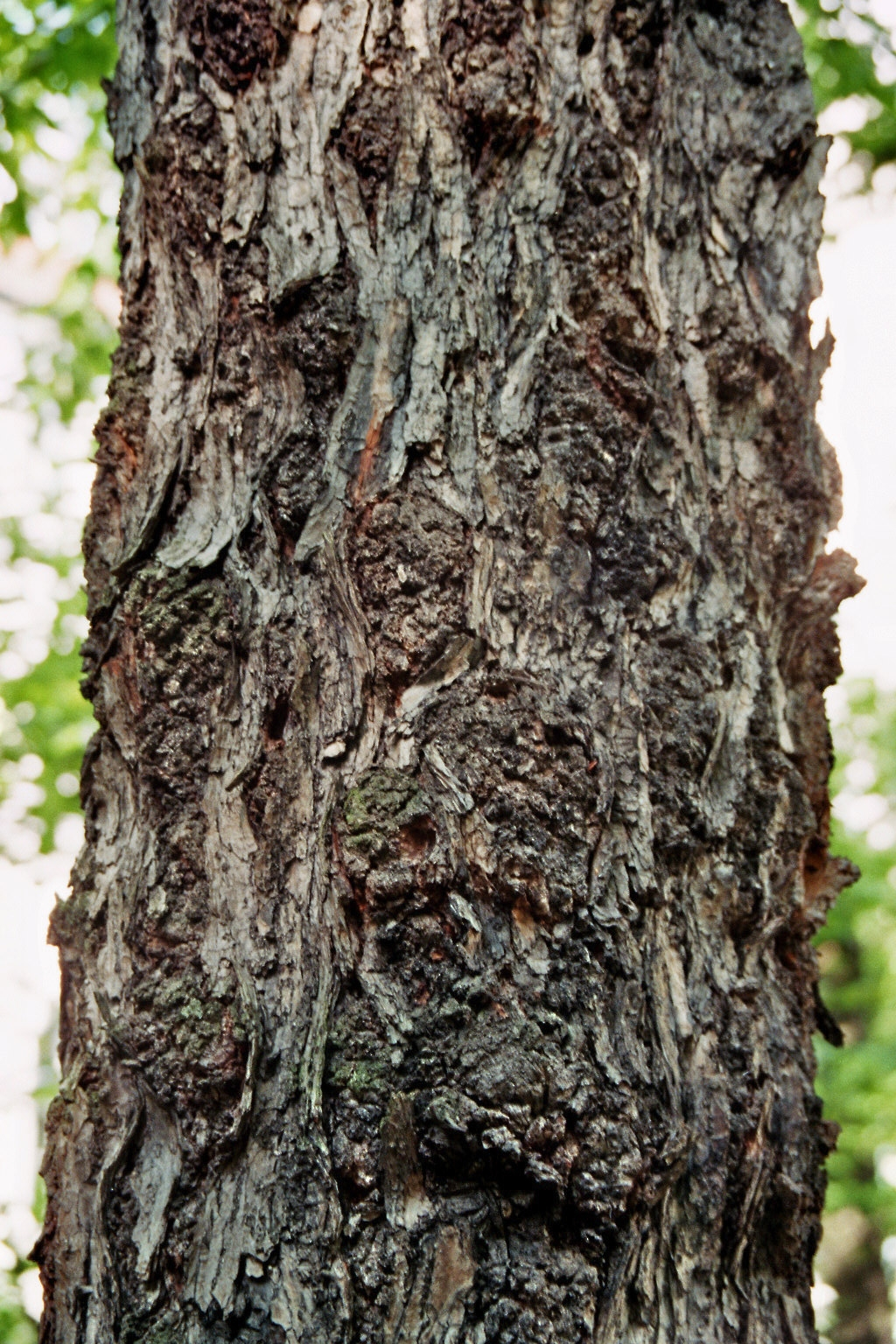
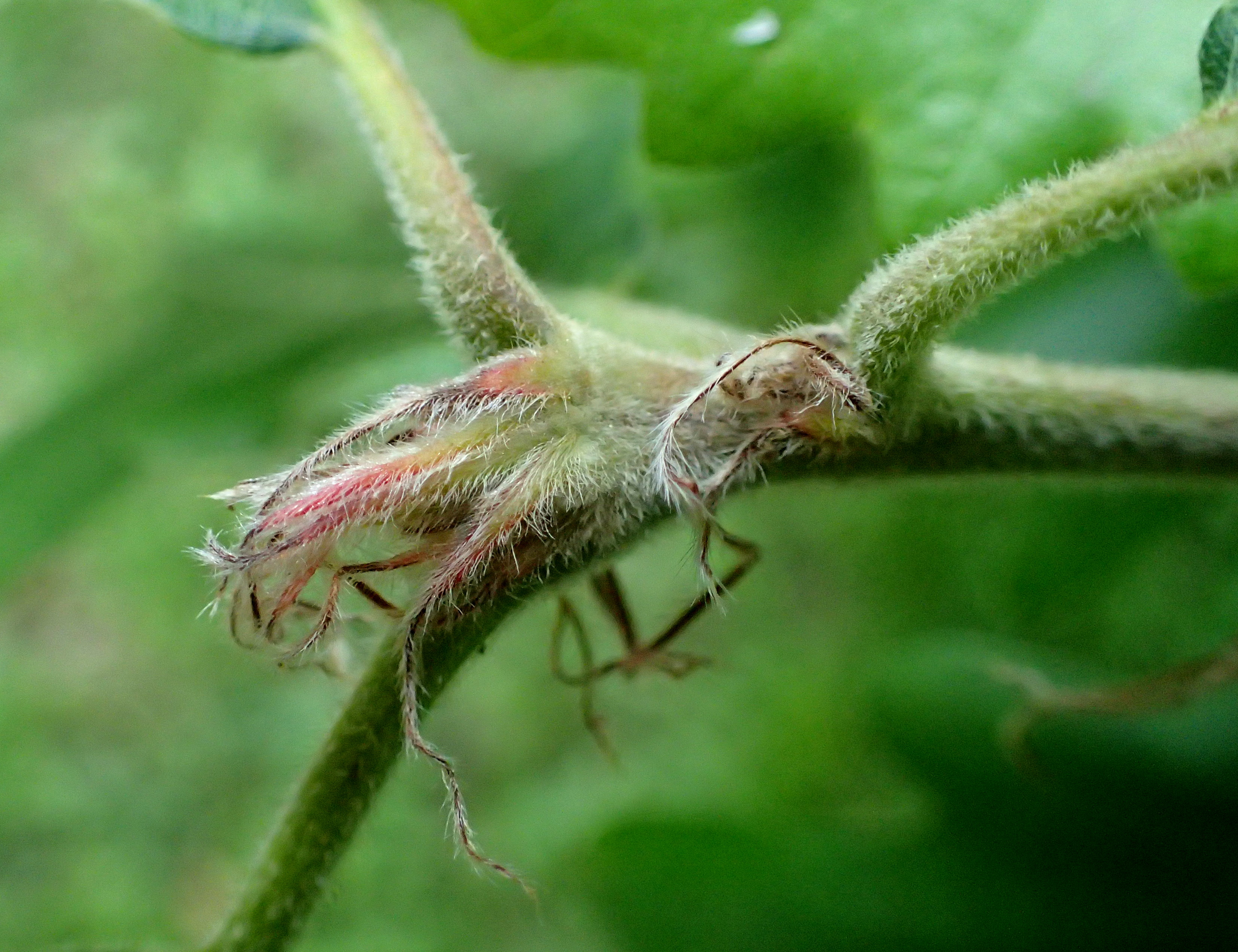
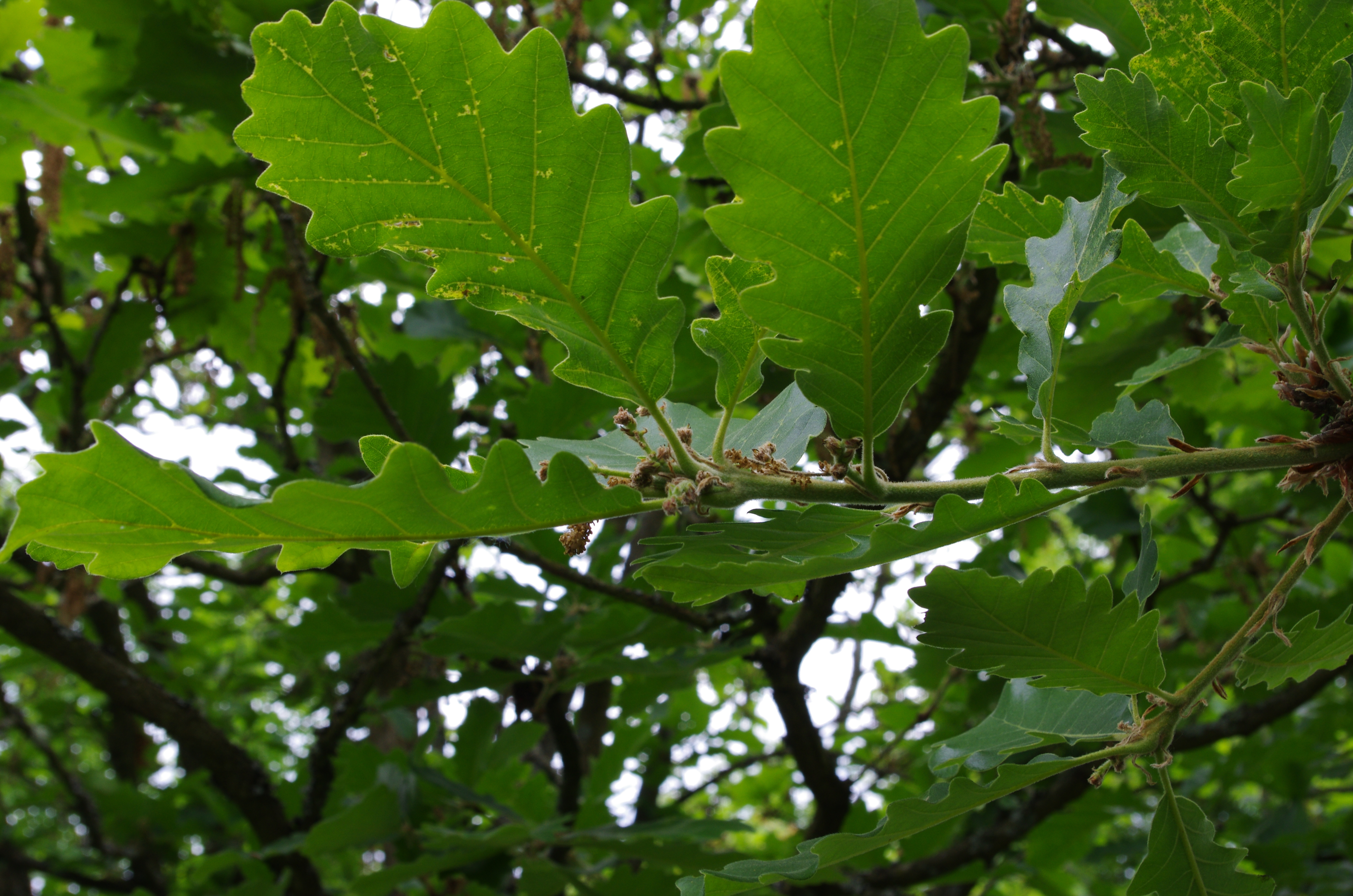
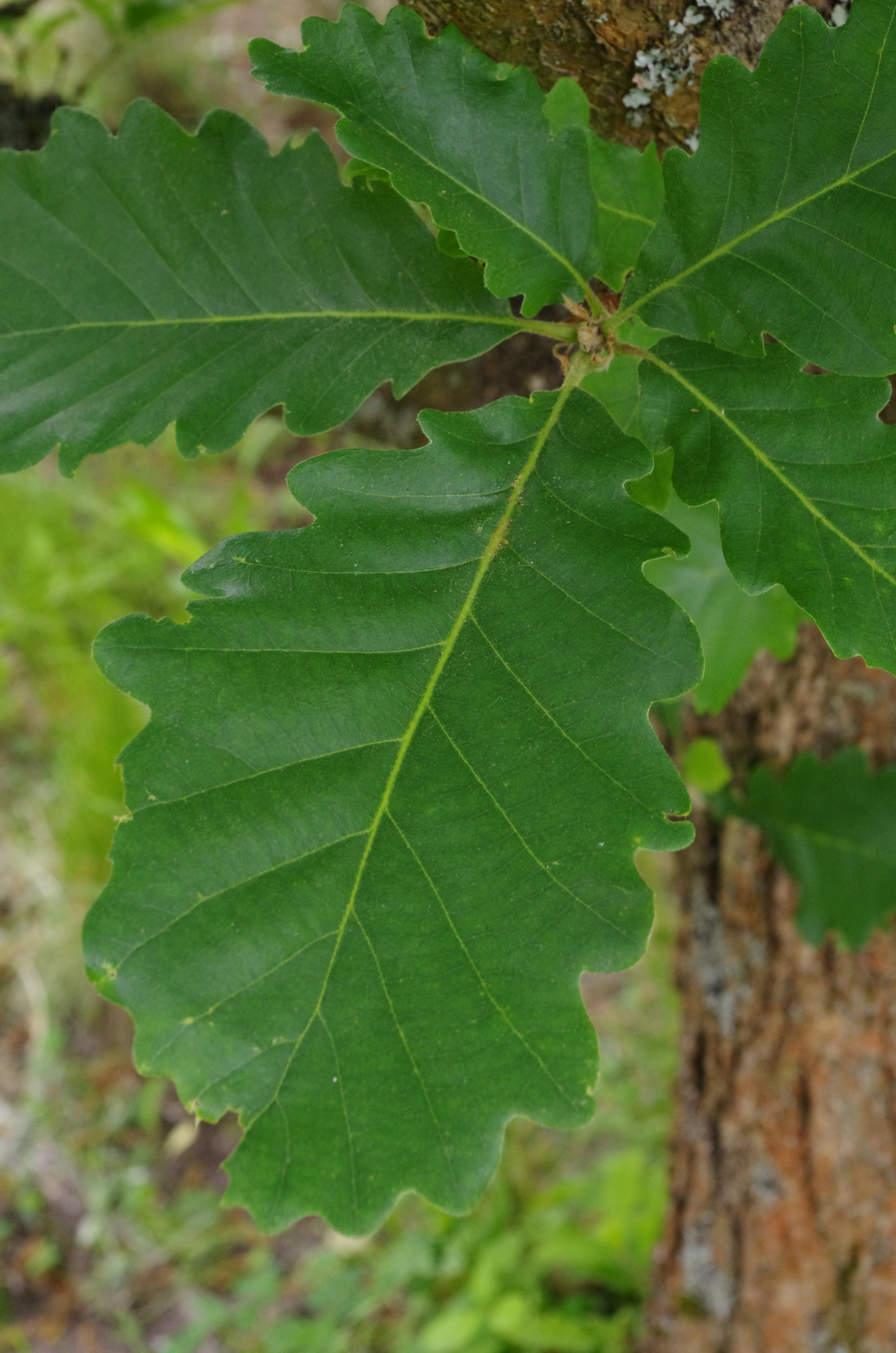
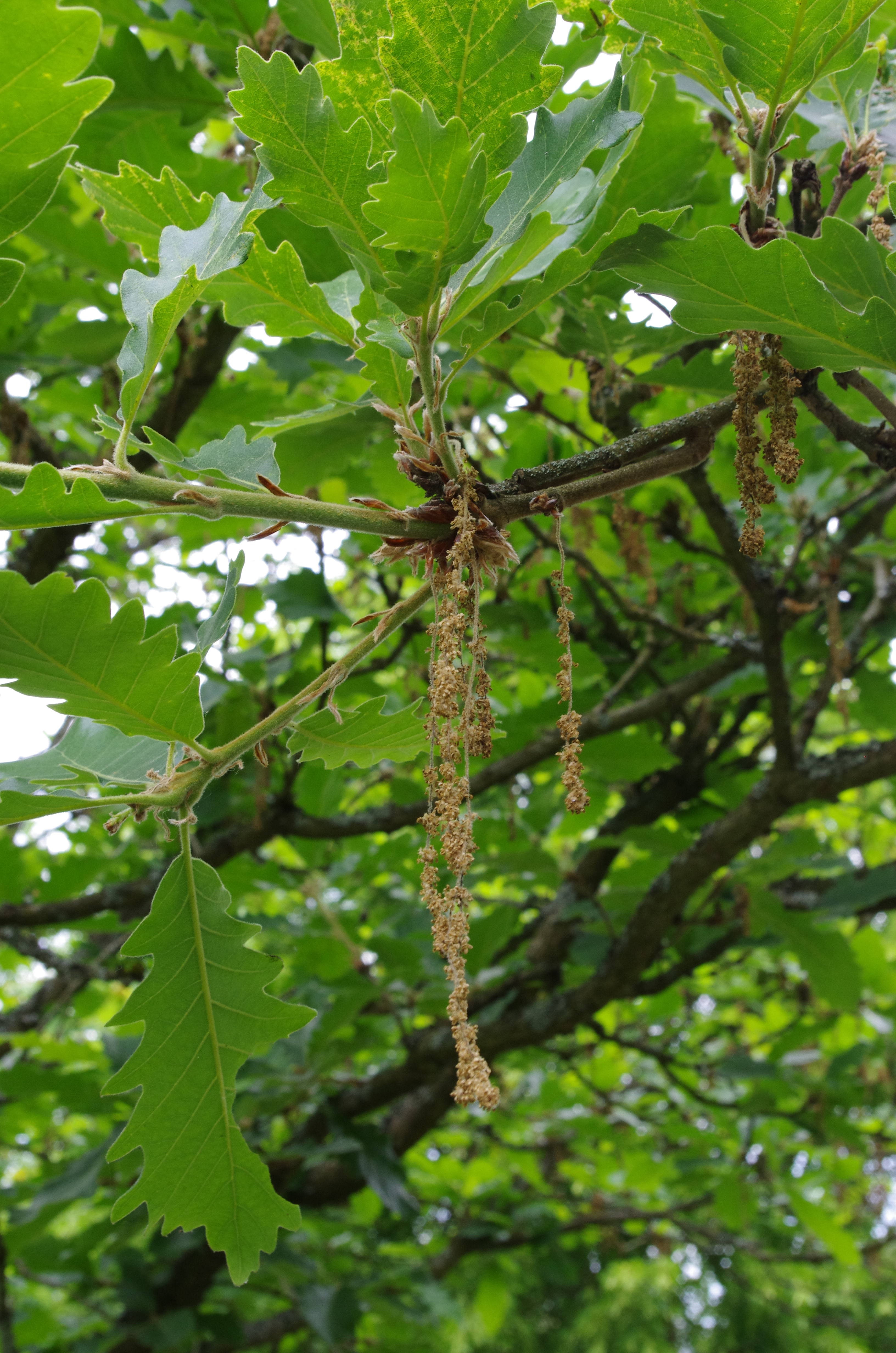
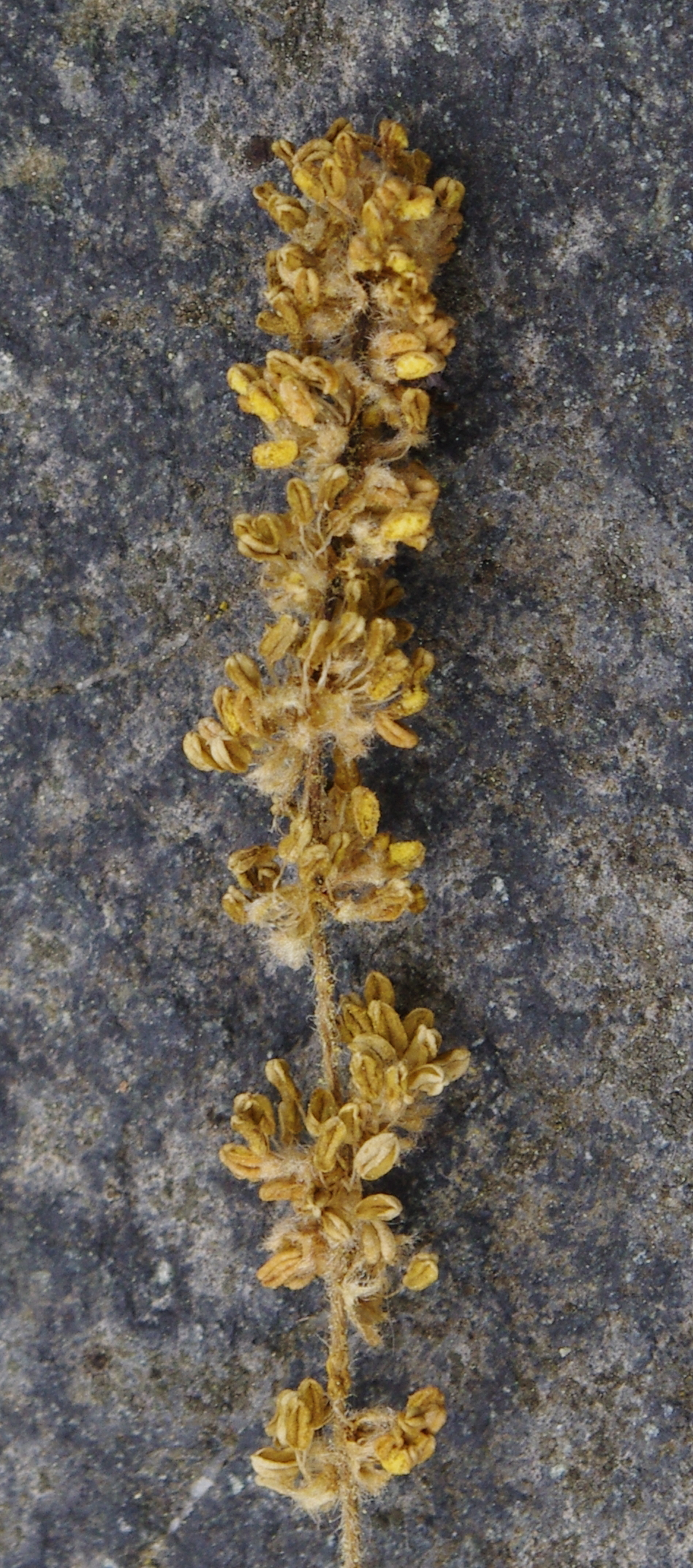
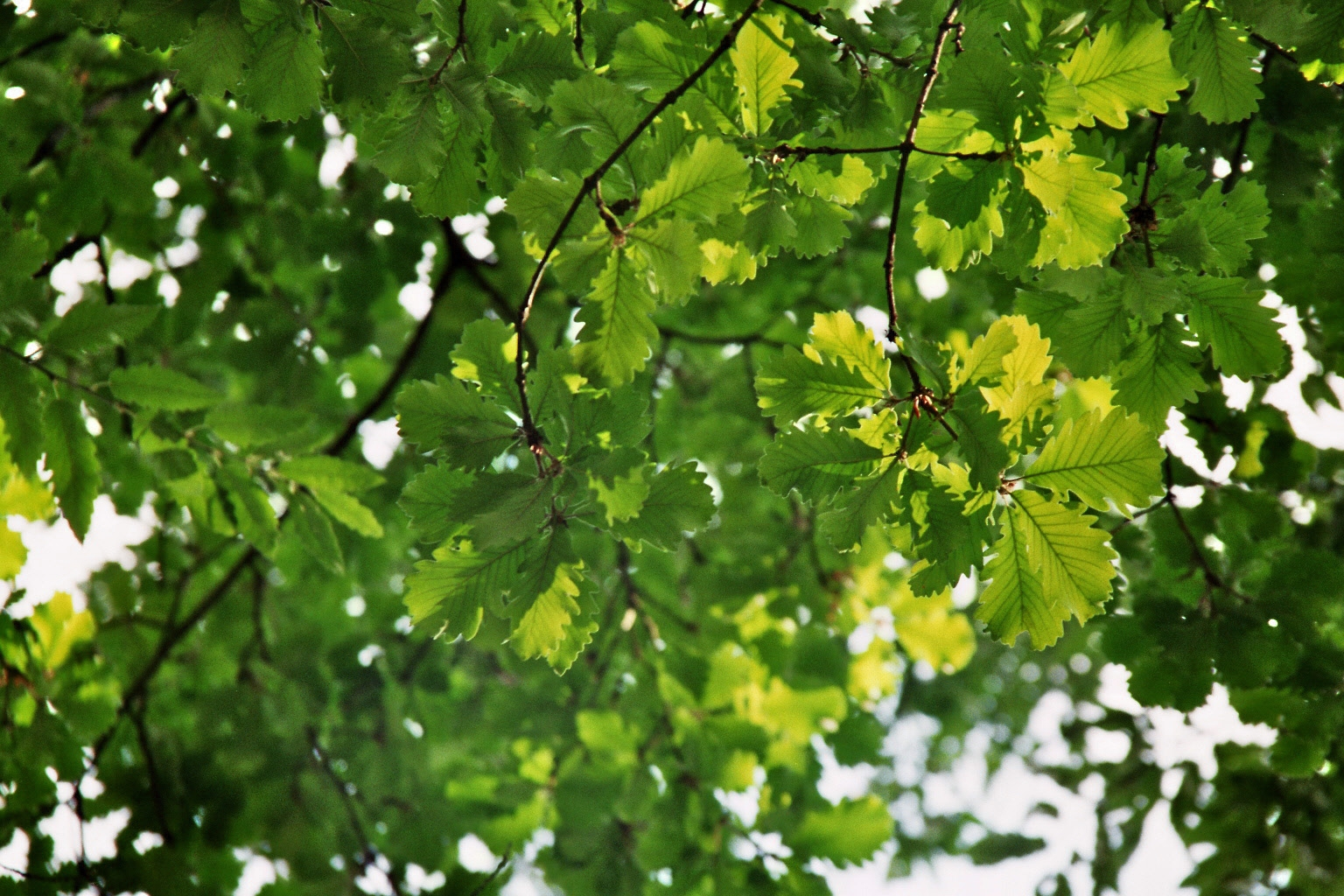